# Anton Gmelch

Anton Gmelch, um 1850

Anton Gmelch (* 4. Juni 1821 in Emsing, Bayern; † 26. März 1905 in Regensburg) war ein katholischer Priester, Lehrer und Landtagsabgeordneter in Liechtenstein.

## Biografie

### In der Diözese Eichstätt
Gmelch war der (Adpotiv-)Sohn von Katharina geb. Bimer aus Emsing und Kaspar Gmelch. Seine schulische Ausbildung erhielt er ab 1832 an der Lateinschule in Eichstätt (Bayern) und am Gymnasium in Neuburg an der Donau. Von 1840 ab studierte er Philosophie und Theologie an der Universität München. Am 10. August 1845 empfing er in Eichstätt die Priesterweihe für das Bistum Eichstätt und feierte 14 Tage später in seinem Heimatort Emsing im Anlautertal die Primiz. Anschließend war er bis 1847 als Hilfskooperator in Stöckelsberg bei Neumarkt in der Oberpfalz seelsorgerlich tätig.
1847 wurde er als Lehrkraft an das Lehrerseminar in Eichstätt berufen. Hier war er bis 1853 als Präfekt, das heißt als Aufsichtsperson für die Schüler, und unter dem Schulleiter Inspektor Raymund Schlecht als dessen Stellvertreter tätig.

### In der Diözese Chur
Nachdem Gmelch 1852 eine Reise in die Schweiz unternommen hatte, wechselte er 1853 als Konviktsdirektor und Lehrer für Religion und Deutsch an die Kantonsschule in Chur in Graubünden über. 1861 gab er die dortige pädagogische Tätigkeit auf, nachdem ihn die Gemeinde Balzers, im Süden des Fürstentums Liechtenstein gelegen und wie ganz Liechtenstein zur Diözese Chur gehörend, zum Pfarrer gewählt hatte. 1862 wurde er zusätzlich Sekretär des Liechtensteinischen Priesterkapitels; im gleichen Jahr erschien auch sein „Styl- und Lesebuch“ für Schulen und zum Selbstunterricht, mit dem er sich als Pädagoge wieder in Erinnerung rief. Doch dauerte es noch fünf Jahre, bis er wieder in den Schuldienst eintrat: 1867 gab er die bepfründete Pfarrstelle von Balzers auf und wurde Rektor an der katholischen Kantonsschule St. Gallen.

### In der Diözese Regensburg
Schon nach einem Jahr gab er diesen Posten wieder auf und kehrte nach Deutschland zurück, wo er von 1868 bis 1874 als Direktor das Lehrerseminar und die Taubstummenanstalt in Straubing (Bayern) leitete. 
1874 wurde er durch König Ludwig II. von Bayern zum Domherrn am Kollegiatstift „Unserer Lieben Frau zur Alten Kapelle“ in Regensburg ernannt, wo er von 1879 bis 1889 als Stiftsdekan amtete.

## Im Liechtensteinischen Landtag
Schon als Pfarrer von Balzers hatte Gmelch 1862 das Schulkommissariat des Fürstentums Liechtenstein übertragen bekommen. Im gleichen Jahr wurde er in den Liechtensteinischen Landtag gewählt und war dort einer von drei Ausländern; mit ihm saßen in dem Gremium der Jurist Markus Kessler aus Sigmaringen und der Reallehrer Gregor Fischer aus Würzburg. Bei der Landtagseröffnung wies Gmelch darauf hin, dass er sich geehrt fühle, „als Bayer im liechtensteinischen Landtag sitzen zu dürfen“. Später schrieb er: „… ich bewundere eine Verfassung, die so hochherzig ist, dass sie dem Nichtinländer das Recht verleiht, an den unmittelbaren Angelegenheiten des Landes mitberatenden Anteil zu nehmen“. Am 10. Dezember 1862 wählte ihn der Landtag zum zweiten Landtagssekretär. Ab 29. Dezember 1862 gehörte er der Kommission zur Bildung einer Geschäftsordnung an, und ab 25. Februar 1863 der Zehentablösungskommission. Am 30. Mai 1863 wurde er erneut zum Landtagssekretär gewählt und kam am 17. Juli 1865 in die Kommission für den Nachtrag zum Schulgesetz. Ein drittes Mal wurde er am 15. April 1867 zum Landtagssekretär gewählt. Unter Bedauern des Landtags erklärte er wenige Wochen später, am 31. Mai 1867 seinen Austritt aus dem Landtag, um als Schulrektor nach St. Gallen zu gehen.

## Ehrungen
- Ritter des Bayerischen Verdienstordens vom hl. Michael, I. Klasse (1887)

## Eigene Veröffentlichung
- Styl- und Lesebuch für Mittelklassen (für mittlere Klassen der Gymnasien, für Real- und Sekundarschulen, Schullehrerseminarien und Töchterschulen) und für den Selbstunterricht. Grubenmann, Chur 1862.